# Setques
Setques település Franciaországban, Pas-de-Calais megyében. Lakosainak száma 594 fő (2022. január 1.). Setques Leulinghem, Elnes, Esquerdes, Lumbres, Quelmes és Wisques községekkel határos.

## Népesség
A település népessége az elmúlt években az alábbi módon változott:
| Lakosok száma | 626  | 608  | 614  | 608  | 602  | 595  | 589  | 587  | 594  |
|               | 2013 | 2015 | 2016 | 2017 | 2018 | 2019 | 2020 | 2021 | 2022 |